# Xavier Sardà i Tàmaro
Francisco Javier Sardà Tàmaro, més conegut com a Xavier Sardà o Javier Sardà (Barcelona, 16 d'abril de 1958) és un periodista, locutor de ràdio i presentador de televisió català.
Llicenciat en Ciències de la Informació per la Universitat Autònoma de Barcelona l'any 1981, és el germà petit de l'actriu catalana Rosa Maria Sardà. Ella va estar casada amb Josep Maria Mainat, membre del trio còmic La Trinca, i amb el qual ha treballat durant molts anys. Va tenir un germà gai que va morir de sida als anys 80. Pertany a una família molt vinculada amb l'espectacle: el seu besavi, la seva àvia i una cosina van ser actors i actualment, el seu nebot, el fill de Rosa Maria Sardà, Pol Mainat, també és actor. És germà del director i propietari del local barceloní d'oci nocturn "Luz de Gas" Fede Sardà i del dissenyador Santi Sardà. Està casat des del 22 de gener de 2006 amb Ana Gutiérrez, la perruquera de Crónicas Marcianas, tot i que té una filla anomenada Elena (nascuda el 1994) amb la seva exparella, Rosa María Grau. La ceremonia civil, a la qual van acudir tan sols 24 convidats, va tenir lloc a l'Ajuntament de Palafolls, comarca del Maresme.

## Premsa
Sardà va iniciar-se en la premsa escrita com a cronista musical en diversos periòdics com "Catalunya Express", "Avui", "El Noticiero" o "Mundo Diario".

## Ràdio

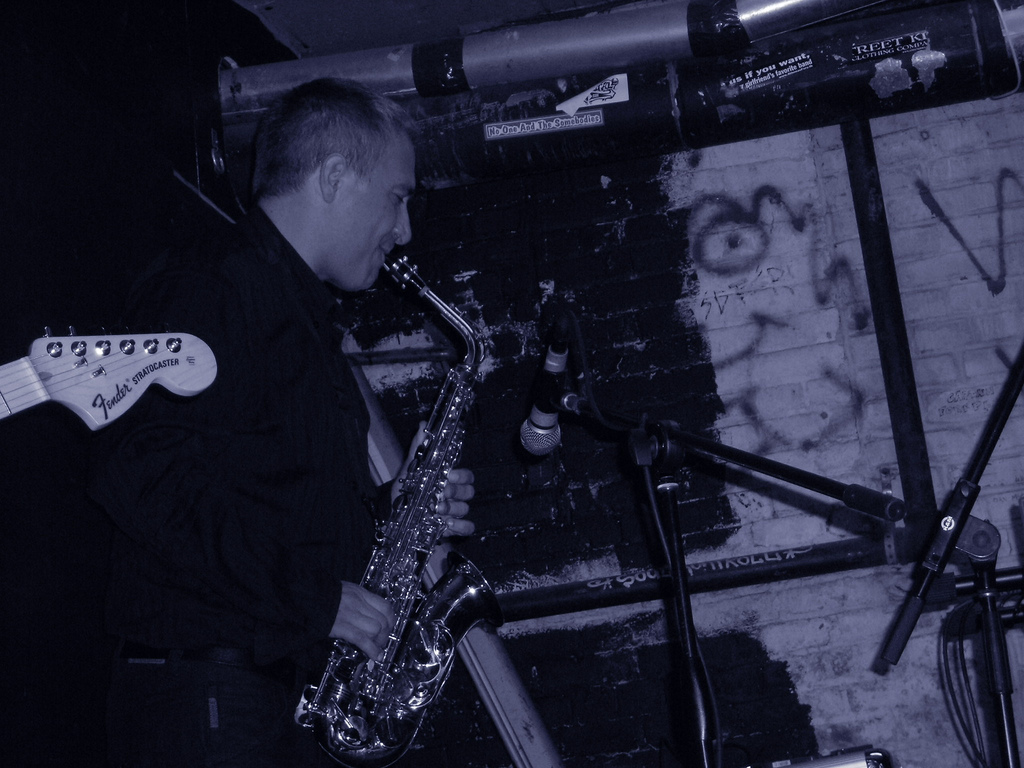
Xavier Sardà interpretant un solo de saxòfon durant la gravació de Dutifrí a Nova York

Amb 19 anys va obtenir una beca a Radio Nacional de España a Barcelona. Allà va ocupar diversos treballs abans de ser nomenat cap de programació de Radio Nacional de España a Catalunya el 1989.
Els programes de ràdio en els quals ha treballat tant com a Sr. Cassamajó com a Xavier Sardà, són:
| Nom del programa                | Emissora de ràdio        | Any       |
| ------------------------------- | ------------------------ | --------- |
| Tren de medianoche y La Bisagra | Radio Nacional de España | 1984-1991 |
| Hoy por Hoy                     | Cadena SER               | 1992      |
| La Ventana                      | Cadena SER               | 1994-1997 |

### La Bisagra
En aquesta emissora de ràdio, a mitjans dels anys 80 va col·laborar amb el programa de matinada "Tren de medianoche", que dirigia José Miralles i presentava Jorge López Pedrol, on donava vida al personatge del Senyor Casamajor, el seu costat més incisiu i sincer. Després va conduir, des de 1987 fins al 1991, el programa La Bisagra.

### Hoy por Hoy
El 1992 el Sr. Casamajor/Cassamajó, es va incorporar a la cadena SER per a col·laborar en el programa Hoy por Hoy d'Iñaki Gabilondo. Hoy por Hoy és un important programa matinal de la cadena, s'emet des de 1986 de dilluns a divendres, i de les 6.00 fins a les 12.20 a la Cadena SER. Amb més de 20 anys de transmissions, mai ha estat superat en audiència. Està produït pel departament d'informatius de la cadena SER i té una mitjana de tres milions d'oients. Després que Iñaki Gabilondo marxés a la cadena televisiva Cuatro per a presentar els informatius del vespre, el periodista Carles Francino se'n fa càrrec des del 19 de setembre de 2005.

### La Ventana
Un any després, Xavier Sardà, també va fitxar per l'emissora de ràdio cadena SER i junts van presentar, entre 1994 i 1997 el programa La Ventana, on d'entre altres, va tenir com a tertulià el Pare Apel·les. Aquest programa és un magazine radiofònic de sobretaula que va començar a càrrec de Xavier Sardà i després de fer-se càrrec de Crónicas marcianas el 1997, va passar a presentar-lo la periodista Gemma Nierga que fins llavors havia conduït l'espai nocturn Hablar por hablar. Actualment és líder de la ràdio espanyola de dilluns a divendres a la tarda. Segons l'Estudio General de Medios (EGM) de Primavera de 2006, La Ventana va tenir 831.000 oients diaris. Algunes de les seccions actuals o passades del programa són: Long play, Tertulia de sabios, Tertulia de políticos, Pensar por Pensar, Tertulia desde la cárcel, Tertulia de niños, Cadena ESTAR, De qué me suena eso, Voces que hablan desde la locura, El Cine, La Entrevista, Leer y releer, El Sonido Semanal, El diccionario de Millás, Tertulia de los viernes, El Tridente i Voces de Latinoamérica.

## Televisió
Mentre estava al món de la ràdio, va començar a treballar a televisió, on ha presentant els següents programes: 
| Nom del programa    | Canal d'emissió                                   | Gènere                           | Productora | Llengua  | Any       |
| ------------------- | ------------------------------------------------- | -------------------------------- | ---------- | -------- | --------- |
| Juego de niños      | TVE                                               | Familiar / Game-Show             |            | Castellà | 1990-1991 |
| Olé tus vídeos      | FORTA (Canal 9, Canal Sur, ETB, TeleMadrid i TVG) | Comèdia                          | TeleMadrid | Castellà | 1992-1993 |
| Betes i films       | TV3                                               | Comèdia                          | Gestmusic  | Català   | 1991      |
| Tot per l'audiència | TV3 i Canal 9                                     | Comèdia                          | Gestmusic  | Català   |           |
| Sembla mentida      | TV3                                               |                                  |            | Català   |           |
| Todos somos humanos | Antena 3                                          |                                  |            | Castellà | 1996      |
| Moros y cristianos  | Telecinco                                         | Programa d'entrevistes           | Telecinco  | Castellà | 1997      |
| Crónicas marcianas  | Telecinco                                         | Comèdia / Programa d'entrevistes | Gestmusic  | Castellà | 1997-2005 |
| Dutifrí             | Telecinco                                         | Reality-TV / Documental          | Gestmusic  | Castellà | 2007      |
| La Tribu            | Telecinco                                         | Comèdia / Programa d'entrevistes | Gestmusic  | Castellà | 2009      |

Al programa Crónicas marcianas n'és co-director i a Dutifrí, director.
TV3 va ser la cadena que va rellançar a Xavier Sardà, amb els programes Betes i films, Tot per l'audiència i Sembla mentida.

### Juego de niños
Juego de niños era un concurs a TVE que Xavier Sardà va presentar des de 1990 fins al 1991, en la segona temporada del programa, després dels seus anys exitosos a la ràdio. Abans havia estat presentat per Amparo Soler Leal (1989), Ignacio Salas (1989) i Tina Sainz (1990-91). La dinàmica del concurs consistia a endevinar una paraula en la qual un grup de nens eren els encarregats de donar les pistes, amb el seu particular vocabulari. Hi participaven quatre persones famoses cada programa i quan endevinaven una paraula, rebien un "Gallifante". Al final del programa, el concursant amb més "Gallifantes", guanyava el concurs.

### Olé tus vídeos
Rosa Maria Sardà va començar presentant aquest programa el 16 de juliol de 1991, produït per Telemadrid i emès per alguns canals de la Federación de Organismos o Entidades de Radio y Televisión Autonómicos (Federació d'Organismes o Entitats de Ràdio i Televisió Autonòmics) (FORTA) com ara Canal 9, Canal Sur, ETB, TeleMadrid i TVG. Xavier Sardà va agafar el relleu de la seva germana i va presentar el programa durant els anys 1992 i 1993. Els presentadors autonòmics van ser:
- Emilio Linder per Telemadrid.
- Aitor Mazo per ETB.
- Raquel Revuelta per Canal Sur.
- Ximo Rovira per Canal 9.

### Betes i films
Produït per Gestmusic i emès per TV3, va ésser el primer concurs sobre vídeos domèstics de la televisió espanyola. Està basat en l'èxit que havia obtingut a nord-amèrica el programa de la cadena ABC The funniest home videos of America. Va aconseguir rècords d'audiència en les dues temporades que va estar en antena. Els particulars enviaven les cintes de vídeo i el públic del plató decidia quins eren els millors dels diferents apartats de concurs. Hi havia seccions de nens, animals, caigudes, etc. Xavier Sardà no va ser l'únic presentador del programa, també van fer-ho la seva germana Rosa Maria Sardà, Mònica Randall, Angels Gonyalons, Mercè Arànega, Ariadna Gil i Carme Conesa.

### Tot per l'audiència
Va ser un programa d'humor i entreteniment emès per TV3 i per Canal 9, presentat per ell i dirigit per La Trinca. El programa comptava com amb l'equip de guionistes de la productora catalana El Terrat, amb l'Andreu Buenafuente, l'Oriol Grau i en Toni Clapés. Les primeres aparicions a televisió d'Andreu Buenafuente van ser en aquest programa i en el de Persones humanes de Mikimoto. Per a l'emissió de Canal 9, el presentador era Diego Braguinsky. El programa feia broma sobre les diferents maneres que tenen les cadenes de televisió per aconseguir més audiència. L'únic objectiu del programa era augmentar l'audiència de la cadena a qualsevol preu.

### Todos somos humanos
José María Carrascal i Xavier Sardà van presentar junts aquest programa de vídeos domèstics que va començar el 2 de gener de 1996, emès per Antena 3.

### Moros y cristianos
Aquest va ser programa de debat i d'entrevistes creat per Joan Ramon Mainat, produït i emès per Telecinco. El guió va ser de Jordi Roca i Miquel José i va començar sent presentat per Xavier Sardà el 15 de febrer de 1997. Després el va presentar Jordi González i finalment, Antxon Urrusolo. És un programa que s'emetia els dissabtes a la nit i que va comptar amb les aparicions de Javier Nart, Santiago Segura Silva, el doctor Alfonso Cabeza, Carmen García Ribas, Juan Adriaensens, Antonio Álvarez Solís, Pepe Rodríguez, Mariano Mariano, Aramís Fuster i Karina Fálagan. En aquest programa es van fer famosos Santiago Segura i el Pare Apel·les.

### Crónicas marcianas
Des de 1997 fins a 2005 va presentar i co-dirigir el programa televisiu Crónicas marcianas, creat pel mateix Xavier Sardà, Jordi Roca i Miquel José. Aquest programa d'entrevistes que va emetre Telecinco i que va ser produït per Gestmusic va ser el més vist en les nits televisives espanyoles, ja des dels seus inicis. Des que va començar, va ser capdavanter en audiència en la franja horària de la mitjanit, superant altres programes similars com ara La Sonrisa del pelícano de Pepe Navarro.

Tot i ser considerat per molts com un dels màxims exponents i paradigma de l'anomenada teleporqueria a Espanya, ha obtingut multitud de premis. Ha estat distingit amb la Rosa de Plata del Festival de Montreux el 1998, i el Premi Ondas de l'any 2000, i 10 TP d'Or. Crónicas Marcianas va començar a emetre's el 8 de setembre de 1997 per a competir amb La Sonrisa del pelícano, llavors líder d'audiència de la franja nocturna. En principi, Crónicas marcianas aportava menys sensacionalisme i un humor més tou, amb humoristes, feres salvatges, vídeos de caigudes i les aparicions de Martí Galindo, que realitzava les tasques de presentador, al costat de Sardà. S'entrevistava llavors a personatges del tipus Cindy Crawford, David Copperfield, Enrique Iglesias o Ricky Martin. 

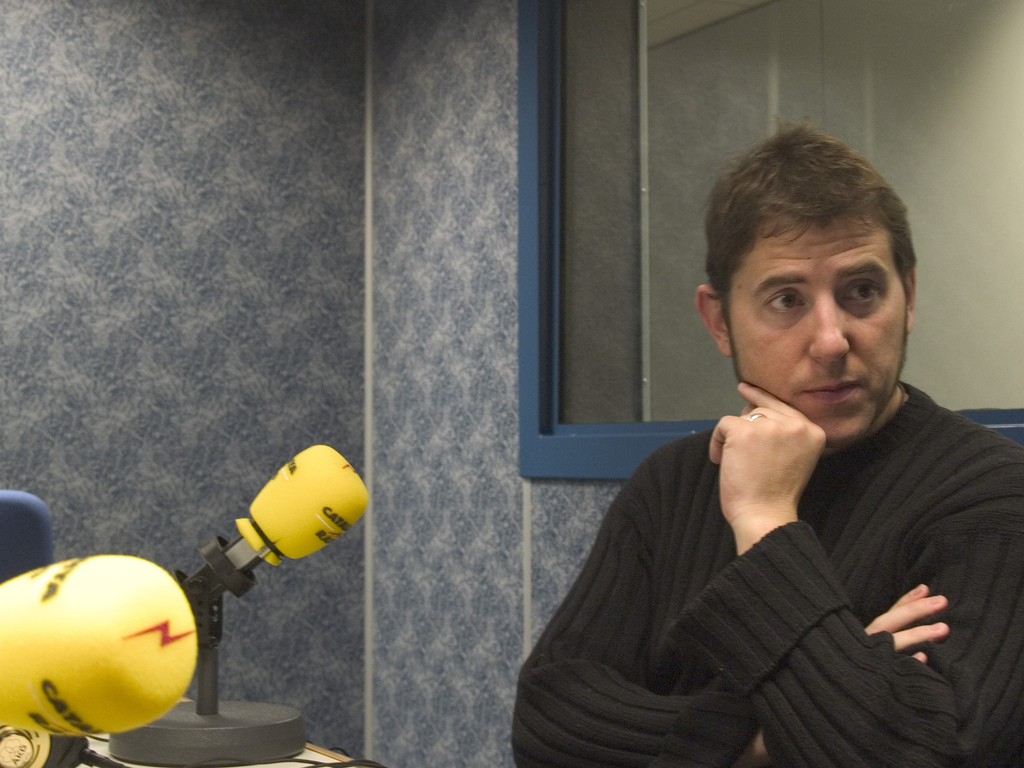
Manel Fuentes

Quan La Sonrisa del pelícano va desaparèixer enmig de la polèmica, Crónicas marcianas es va convertir en líder indiscutible de la seva franja horària. Boris Izaguirre va passar a ocupar-se de l'anàlisi "semiòtic" de l'actualitat del cor, a més de realitzar numeros de transformisme i striptease. Nous humoristes s'anirien succeint, com ara Manel Fuentes (col·laborador des de 1997 fins al 2001), Mariano Mariano, Paz Padilla o Rosario Pardo. Cristina Almeida, Anna Balletbó, Celia Villalobos, Begoña Ameztoy, el Pare Apel·les, Isabel García Marcos, Loles León, Javier Nart, Enrique del Pozo, Ramoncín, Yvonne Reyes, Juan Adriaensens, Empar Moliner… debatien temes candents de l'actualitat política i social. Des del programa Esta Noche Cruzamos el Mississippi, que va ser l'anterior programa a La Sonrisa del pelícano presentat per Pepe Navarro, va acudir Francisco Pérez Abellán per a ocupar-se dels crims. Carmen Vijande realitzava una secció de sexologia. 

Per la seva banda, Xavier Cárdenas recorria Espanya per a trobar diferents personatges per a entrevistar-los; alguns consideren que l'objectiu d'aquestes entrevistes era la burla, fins i tot Cárdenas i el mateix Sardà van ser condemnats per una entrevista a un discapacitat. Es farien populars així Paco Porras, Leonardo Dantés, Tamara, la Pantoja de Puerto Rico, El Pozí, La Bruja Lola, Carmen de Mairena i altres personatges, als quals recurriria per a rodar una pel·lícula per a les pantalles espanyoles: FBI (Frikis Buscan Incordiar). Per la seva banda, la controvertida cantant Tamara arribaria a encapçalar la llista de senzills més venuts del país. El programa també va patrocinar la venda de diversos recopilatorios de música. 

A partir del 2000, Crónicas marcianas va començar a explotar el fenomen dels concursos de telerealitat, com ara Gran Hermano i Hotel Glam, fins a tal punt que molts dels seus ex-concursants es van convertir en contertulians del programa, substituint als anteriors. Casos d'això són Aída, Sonia Arenas, Jorge Berrocal, Dinio García, María José Galera, Kiko, Marta López, Pocholo Martínez Bordiú, Noemí, Raquel... Les taules de debat van passar a ser ocupades per Nuria Bermúdez, Mari Cielo Pajares (filla de l'actor Andrés Pajares), Alessandro Lecquio (noble italià, besnet del rei Alfons XIII), Coto Matamoros, Sonia Monroy, Mila Ximénez i altres personatges; la fama d'algunes d'aquestes persones es devia principalment a les seves relacions sentimentals amb artistes o amb altres famosos similars. Es va potenciar així el boom dels famosos que ho eren tan sols per aparèixer en la televisió i l'anomenada premsa del cor i que apareixien en la televisió i premsa sensacionalistes per ser famosos. Eren habituals els temes en els quals es desvetllava les relacions sentimentals dels altres, les acusacions entre si de maltractament, consum o tràfic de drogues o d'exercici de la prostitució. En aquesta última època, Carlos Latre, Xavier Deltell i Rocío Madrid es van incorporar al costat de Sardà com a copresentadors. 

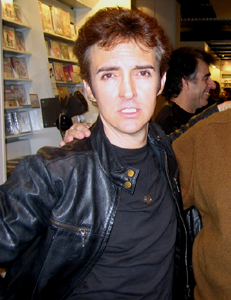
Ramoncín

Tot i la frivolitat que dominava al programa, Crónicas es va implicar en la campanya del No a la guerra, la condemna dels actes terroristes de la banda terrorista ETA i la denúncia de les actuacions del Partit Popular. Així, les introduccions de diversos programes van ser ocupades per temes i crítiques de l'actualitat política. 

En la temporada 2004-2005, el programa va gaudir cada vegada de menys espectadors. D'altra banda, programes en la seva mateixa franja horària, com ara Buenafuente emès per Antena 3 i presentat per Andreu Buenafuente, de continguts notablement diferents respecte a Crónicas, va començar a restar-li espectadors i va superar a aquest programa nocturn en audiència algunes nits. Fins que es va anunciar el seu comiat, en finalitzar la temporada, encara va ser capdavanter d'audiència televisiva nocturna. Després de la finalització del programa es va retirar voluntàriament de la televisió durant dos anys.
Aquest programa nocturn ha comptat amb molts col·laboradors i col·laboradores al llarg de tots els anys que va estar en antena: Anastasia Mayo, Salvador Sostres, Pare Apel·les, Empar Moliner, Pilar Rahola, Alessandro Lequio, Máximo Valverde, Carlos Pumares o Ramoncín. Per a més informació hi ha la Llista de col·laboradors de Crónicas marcianas.

### Dutifrí
Després de dos anys sabàtics apartat del món televisiu, Xavier Sardà, regressa el maig de 2007 amb el programa de viatges Dutifrí, emès a Telecinco i novament produït per Gestmusic. En aquest programa, viatja d'un lloc a l'altre per a buscar espanyols que resideixen en altres països i comentar i mostrar les seves cultures, costums, etc. El nom neix a partir de la transcripció fonètica literal de l'expressió anglesa Duty free.
La mecànica del programa és similar al que va començar a usar Miki Moto en el seu programa Afers exteriors per a TV3, únicament variant la classe de viatges i convidats, tractant de mostrar països, amb un punt humorístic, on es parla amb espanyols que fa un temps que viuen en aquest lloc i submergint-se en la seva cultura. A vegades va acompanyat per algun personatge de la societat espanyola de certa popularitat o excol·laborador seu quan presentava Crónicas marcianas, amb qui va comentant temes de diferenta índole sobre el país i els seus costums. També es preocupa d'entaular converses amb residents del país que parlin espanyol i toca temes, en alguns casos polèmics, vists des del punt de vista del nadiu.
Dutifrí es va estrenar a Telecinco el diumenge 6 de maig de 2007 i es va emetre cada diumenge fins al 29 de juliol de 2007. El guió està escrit per Francesc Orteu. En total componen la primera temporada tretze programes repartits de la següent manera:
| Número del programa | Lloc visitat                | Acompanyat per                                                               | Data d'emissió       |
| ------------------- | --------------------------- | ---------------------------------------------------------------------------- | -------------------- |
| 1                   | Brasil                      | "El Dioni" i Loles León                                                      | 6 de maig de 2007    |
| 2                   | Filipines                   |                                                                              | 13 de maig de 2007   |
| 3                   | Japó                        |                                                                              | 20 de maig de 2007   |
| 4                   | Veneçuela                   | Boris Izaguirre                                                              | 27 de maig de 2007   |
| 5                   | Dubai (Emirats Àrabs Units) |                                                                              | 3 de juny de 2007    |
| 6                   | Kenya                       | Pepe Rubianes                                                                | 10 de juny de 2007   |
| 7                   | Nova York                   | Esperanza Pedreño                                                            | 17 de juny de 2007   |
| 8                   | Tailàndia                   | Juan Carlos Ortega                                                           | 24 de juny de 2007   |
| 9                   | Roma                        | Alessandro Lecquio i el Pare Apel·les. Amb Pablo Colino i Valentí Miserachs. | 1 de juliol de 2007  |
| 10                  | Índia                       | Mercedes Milà                                                                | 8 de juliol de 2007  |
| 11                  | Bombai                      | Sara Barrera i Asha Miró                                                     | 15 de juliol de 2007 |
| 12                  | Israel                      | Ramoncín i Pilar Rahola                                                      | 22 de juliol de 2007 |
| 13                  | Moscou (Rússia)             |                                                                              | 29 de juliol de 2007 |

En el viatge que pretenien realitzar a Cuba, se'ls va prohibir l'entrada al país per part de les autoritats cubanes. Això es va produir a causa de les opinions anteriorment abocades per Xavier Sardà sobre el govern cubà en el seu anterior programa Crónicas marcianas.

L'abril de 2008, s'inicia la segona temporada del programa, que comptarà com a companys de viatge amb Los Morancos i Alejandro Sanz.

## Premis
Per la seva labor televisiva, Sardà, ha rebut els següents sis premis i quatre nominacions: 
| Nom del premi                    | Categoria                                      | Premi pel Programa | Any  |
| -------------------------------- | ---------------------------------------------- | ------------------ | ---- |
| Antena d'Or                      | Televisió                                      | Crónicas marcianas | 1998 |
| Premi de l'Acadèmia de Televisió | Millor Comunicador de Programa d'Entreteniment | Crónicas marcianas | 2000 |
| TP d'Or                          | Millor Presentador                             | Crónicas marcianas | 1998 |
| TP d'Or                          | Millor Presentador                             | Crónicas marcianas | 1999 |
| TP d'Or                          | Millor Presentador                             | Crónicas marcianas | 2003 |
| TP d'Or                          | Millor Presentador                             | Crónicas marcianas | 2004 |

També va estar nominat al TP d'Or per a la mateixa categoria de Millor Presentador el 2000, 2001, 2002 i 2005.
L'any 1999 va obtenir el Premi Card de l'Associació de Dones Periodistes de Catalunya.

### Premis a Crónicas marcianas
A més dels premis atorgats a Xavier Sardà, el programa també va rebre els següents premis i nominacions:
| Nom del premi | Categoria                                               | Premi pel Programa | Any  |
| ------------- | ------------------------------------------------------- | ------------------ | ---- |
| Premi Ondas   | Nacionals de Televisió: Millor programa d'entreteniment | Crónicas marcianas | 2000 |
| TP d'Or       | Millor programa d'espectacles i entreteniment           | Crónicas marcianas | 2004 |
| TP d'Or       | Millor programa d'espectacles i entreteniment           | Crónicas marcianas | 2001 |
| TP d'Or       | Millor programa d'espectacles i entreteniment           | Crónicas marcianas | 1999 |
| TP d'Or       | Millor programa magazine i de varietats                 | Crónicas marcianas | 1998 |
| TP d'Or       | Revelació                                               | a Martí Galindo    | 1998 |

També va rebre les següents nominacions: 
- TP d'Or al Millor programa d'entreteniment 2005.
- TP d'Or al Millor programa d'espectacles i entreteniment 2003.

En total, Crónicas marcianas va rebre dotze premis i sis nominacions.